# Galinha Pintadinha 2
Galinha Pintadinha 2 é o segundo álbum do desenho Galinha Pintadinha, lançado em 2010 com produção Bromélia Filminhos e pela gravadora Som Livre. O Disco tem 15 músicas infantis (12 do domínio público e três originais) e com animação digital. Por vendas equivalentes a 900 mil cópias no Brasil, a Pro-Música Brasil o certificou como triplo disco de diamante, em 2023.

## Lista de faixas
| Faixa | Canções                          |
| ----- | -------------------------------- |
| 1     | Galinha Pintadinha 2             |
| 2     | Pot-Pourri Meu Lanchinho         |
| 3     | Formiguinha                      |
| 4     | Atirei o pau no Gato             |
| 5     | Um Elefante Incomoda Muita Gente |
| 6     | Cão Amigo                        |
| 7     | O Pescoço da Girafa              |
| 8     | Mestre André                     |
| 9     | Borboletinha                     |
| 10    | Sapo Cururu                      |
| 11    | A Canoa Virou                    |
| 12    | Pombinha Branca                  |
| 13    | O Meu Galinho                    |
| 14    | Se Essa Rua Fosse Minha          |
| 15    | Alecrim Dourado                  |

## Galinha Preta Pintadinha Volume 2
Uma paródia foi realizada por Marcelo Adnet, em 2014. Entre as faixas de destaque estão "O Despacho" (A casa), "Um Trabalho Separou" (A barata diz que tem) e "Bate Um Atabaque Pro Erê" (Sambalelê).

## Vendas e certificações
| País         | Certificação | Vendas   |
| ------------ | ------------ | -------- |
| Brasil - PMB | 3× Diamante  | 900,000+ |